# فيكتور أمبارتسوميان

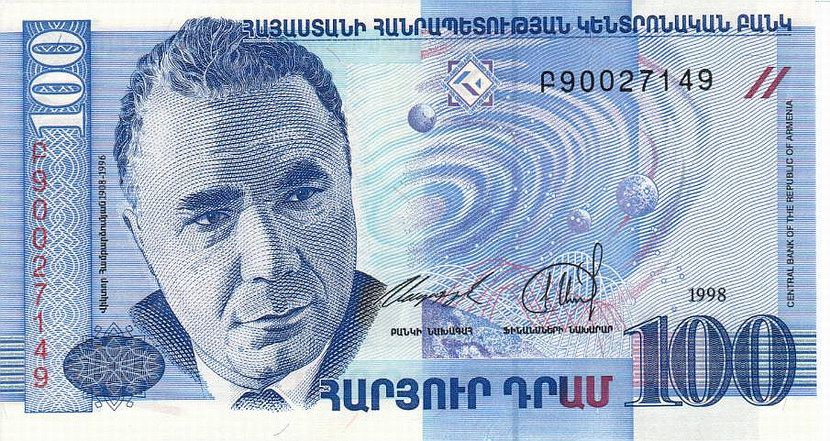
ورقة نقود عليها صورة فيكتور أمبارتسوميان

فيكتور أمبارتسوميان(بالأرمنية:  Վիկտոր Համբարձումյան) ولد في أيلول-سبتمبر عام 1908 في تبليسي وتوفي في 12 أغسطس 1996، بيوراكان) عالم فيزياء فلكية سوفييتي متميز، وواحد من مؤسسي علم الفيزياء الفلكية النظرية.
عضو مراسل في أكاديمية العلوم في الاتحاد السوفياتي منذ عام 1939 ورئيسها من 1947 إلى 1993.
عمل أمبارتسوميان في مجال فيزياء النجوم والسدم، وعلم الفلك النجمي وديناميات النظم النجمية ونشأة الكون من النجوم والمجرات. وهو مؤسس مرصد بيوراكان للفيزياء الفلكية.
حاز على لقب بطل العمل الاشتراكي مرتين (1968، 1978) والبطل الوطني لأرمينيا (11 أكتوبر 1994). فاز مرتين بجائزة ستالين (1946، 1950). حائز على جائزة الدولة لجمهورية أرمينيا السوفياتية عام 1988. حصل على جائزة الدولة للاتحاد الروسي عام 1995. حصل على جائزة جول يانسن.

## نظرة عامة
ولد أمبارتسوميان في تفليس في 18 سبتمبر 1908 لهريبسيم خاخانيان (1885-1972) وهمازاسب هامباردزوميان (1880-1966). كان والد هريبسيم كاهنًا رسوليًا أرمنيًا من تسخينفالي، بينما ينحدر هامازاسب من فاردينيس (باسارغشار). انتقل أسلاف أمبارتسوميان من ديادين، التي تُعرف الآن بتركيا، إلى الشواطئ الجنوبية لبحيرة سيفان في عام 1830، بعد الحرب الروسية التركية. كان همازاسب رجلًا متعلمًا درس القانون في جامعة سانت بطرسبرغ. كان أيضًا كاتبًا ومترجمًا، وقد ترجم إلياذة هوميروس إلى الأرمينية من اليونانية الكلاسيكية. في عام 1912 شارك في تأسيس الجمعية القوقازية للكتاب الأرمن، والتي استمرت حتى عام 1921. كان أمبارتسوميان سكرتير الجمعية، بينما كان الشاعر الشهير هوفانيس تومانيان رئيسًا لها.
تزوج والدا أمبارتسوميان عام 1904. كان لديه أخ اسمه ليفون وأخت اسمها جوهر. توفي شقيقه، عندما كان طالبًا متخصصًا في الجيوفيزياء، في عمر يتراوح بين 23 و24 عامًا أثناء رحلة استكشافية في جبال الأورال. كانت جوهر (1907-1979) عالمة رياضيات ورئيسة قسم الاحتمالات والإحصاء الرياضي في جامعة ولاية يريفان في أواخر حياتها. 

## تعليمه
طور أمبارتسوميان اهتمامًا مبكرًا بالرياضيات وكان قادرًا على ضرب الأعداد في سن الرابعة. بدأ اهتمامه بعلم الفلك أثناء قراءته ترجمة روسية لكتاب من تأليف أورمسبي إم. ميتشل عندما كان عمره 12 عامًا. بين عامي 1917 و1924 درس في مدرسة الجمنازيوم رقم 3 و4 في تفليس حيث كان التدريس باللغتين الروسية والأرمنية. في عام 1921 انتقل إلى مدرسة الجمنازيوم رقم 4 للدراسة تحت إشراف نيكولاي إغناتيفيتش سوداكوف، عالم فلك تعلم في موسكو، والذي وصفه أمبارتسوميان بأنه «معلم جاد جدًا لعلم الفلك». عمل أمبارتسوميان مع سوداكوف في مرصد المدرسة الذي بناه سوداكوف. في المدرسة، كتب أمبارتسوميان عدة أوراق بحثية عن علم الفلك وألقى محاضرات حول أصل النظام الشمسي والحياة خارج كوكب الأرض في «المدرسة ثم في النوادي ودور الثقافة المختلفة» بدايةً عندما كان عمره بين 12 و13 عامًا. في عام 1924 ألقى أمبارتسوميان محاضرة في جامعة ولاية يريفان حول نظرية النسبية. كما التقى آشوت هوفهانيسيان وألكسندر مياسنيكيان، قادة شيوعيين في أرمينيا. 
في عام 1924، انتقل أمبارتسوميان إلى لينينغراد، حيث التحق بمعهد هيرزن التربوي. وفقًا لشاخبازيان، كانت خلفيته غير القروية وغير البروليتارية هي التي منعته من الالتحاق بجامعة ولاية لينينغراد. مع ذلك، ذكر أمبارتسوميان في مقابلة أنه تأخر في التقديم لجامعة ولاية لينينغراد، لأنه وصل في أغسطس بعد انتهاء فترة التقدم للجامعة. حتى لا يضيع عامًا، التحق بدلًا من ذلك بقسم الفيزياء والرياضيات في المعهد التربوي. بعد عام، انتقل إلى قسم الفيزياء والرياضيات بجامعة ولاية لينينغراد. في الجامعة، كان أمبارتسوميان مهتمًا بعلم الفلك والرياضيات. قال أمبارتسوميان في مقابلة أجريت معه عام 1987: «لقد أحببت الرياضيات، لكن في الوقت نفسه شعرت أن مهنتي يجب أن تكون علم الفلك. كانت الرياضيات مثل هواية بالنسبة لي، لكنني أكملت منهاج الرياضيات بالكامل. وبالتالي يمكنك القول إنني تخرجت في تخصص الرياضيات، ولكنني تخرجت رسميا في تخصص علم الفلك». في الجامعة، كان من بين أساتذته الفيزيائي أوريست خفولسون وعالم الرياضيات فلاديمير سميرنوف. درس جنبًا إلى جنب مع كبار العلماء السوفييت مثل ليف لانداو وسيرجي سوبوليف وسيرجي خريستيانوفيتش وجورج جامو. في عام 1926 نشر أول ورقة بحثية من أصل 16 ورقة كتبها عندما كان طالبًا. تخرج عام 1928، على الرغم من أنه حصل على شهادته بعد خمسين عامًا - عام 1978. كانت أطروحة البكالوريوس الخاصة به عن «دراسة توازن الانتقال الإشعاعي». أكمل دراساته العليا في مرصد بولكوفو تحت إشراف أريستارخ بيلوبولسكي بين عامي 1928 و1931. 

## حياته المهنية

### لينينغراد
بعد الانتهاء من دراساته العليا في عام 1931، بدأ أمبارتسوميان العمل في مرصد بولكوفو وقام بالتدريس بدوام جزئي في جامعة ولاية لينينغراد. في عام 1931 بدأ أمبارتسوميان بقراءة أول مقرر دراسي عن الفيزياء الفلكية النظرية في الاتحاد السوفيتي. بالإضافة لذلك، شغل منصب السكرتير العلمي لمرصد بولكوفو بين عامي 1931 و1932، الذي تضمن عملًا إداريًا في الغالب. وصف أمبارتسوميان مرصد بولكوفو لاحقًا بأنه «مؤسسة قديمة جدًا، ولهذا السبب هناك عناصر معينة من التعظم والركود. مع ذلك، كانت هذه أفضل مؤسسة فلكية مؤهلة في الاتحاد السوفيتي».
في عام 1934، طُرد أمبارتسوميان بأمر من مدير بولكوفو بوريس جيراسيموفيتش بسبب «كسله» المزعوم. نظر جيراسيموفيتش إلى أمبارتسوميان وغيره من علماء الفيزياء الفلكية الشباب على أنهم «غير منضبطين وفي عجلة من أمرهم لنشر نظريات غير مختبرة وبحوث غير موثقة جيدًا». كان لجيراسيموفيتش «ميل إلى عدم التعاون». لم يُؤخذ جيراسيموفيتش على محمل الجد من قِبل بقية العلماء. عندما زار سوبراهمانيان شاندراسيخار لينينغراد في عام 1934، قال له أمبارتسوميان، «انظر هنا، هذه مجموعة من الأوراق البحثية لجيراسيموفيتش. أنا متأكد من أنك ستجد خطأ إذا بحثت بتعسفية في أحد الأسطر في إحدى الأوراق». قال شاندراسيخار في عام 1977 أنه خلال زيارته في عام 1934، كان أمبارتسوميان «حرًا ومنفتحًا للغاية. وكان ينتقد بشدة العلماء الكبار».
بعد مغادرة بولكوفو، أسس أمبارتسوميان أول قسم للفيزياء الفلكية في الاتحاد السوفيتي في جامعة ولاية لينينغراد في عام 1934. في عام 1934 عُين أستاذًا في جامعة ولاية لينينغراد وفي عام 1935 أصبح دكتورًا في العلوم الفيزيائية والرياضية دون الحاجة إلى كتابة أطروحة «بناءً على عمله العلمي حتى ذلك التاريخ». ترأس القسم الفيزياء الفلكية حتى عام 1946 أو 1947. 
بين عامي 1939 و1941 كان أمبارتسوميان مدير المرصد الفلكي في جامعة ولاية لينينغراد. في نفس الوقت، كان نائب رئيس الجامعة. من بين طلاب الدراسات العليا الذي أشرف عليهم فيكتور سوبوليف ونجامين ماركاريان وجريجور جورزاديان وآخرين. وصف أمبارتسوميان سوبوليف بأنه «أكثر طلابه ذكاءً».
تطهير ستالين
عانى العديد من زملاء أمبارتسوميان وأصدقائه أثناء التطهير الكبير تحت حكم ستالين، وأبرزهم نيكولاي ألكساندروفيتش كوزيريف (1908-1983)، الذي أصبح صديقًا مقربًا لأمبارتسوميان في منتصف عشرينات القرن العشرين. حُكم على كوزيريف بالسجن عشر سنوات في معسكر للعمل القسري، لكنه نجا من القمع. لم ينجوا بعض العلماء الآخرين مثل ماتفي بتروفيتش برونشتاين ومدير بولكوفو بوريس جيراسيموفيتش. كانت علاقة أمبارتسوميان مع كوزيريف «متوترةً طوال الفترة المتبقية من حياته». بينما كان أمبارتسوميان في الغرب، شكّ البعض في دوره المحتمل في التطهير الكبير، لكن ووفقًا لقول ماكوتشين «لا يوجد دليل قوي يشير إلى أنه مذنب. لقد نجى في وقت لم ينجوا فيه الآخرون».
الحرب العالمية الثانية
قاد أمبارتسوميان عملية إخلاء جزء من كلية جامعة لينينغراد إلى إيلابوغا (يلابوغا)، تتارستان في عام 1941، بعد الغزو النازي للاتحاد السوفيتي. هناك، أُدير فرع للجامعة بقيادة أمبارتسوميان، الذي عمل عميدًا للفرع، حتى عام 1944.

## أبحاثه
أجرى أمبارتسوميان أبحاثًا أساسية في علم الفلك وعلم أصل الكون. شملت أبحاثه الفيزياء الفلكية والفيزياء النظرية والفيزياء الرياضية. ركزت معظم أبحاثه على فيزياء السدم النجمية والأنظمة النجمية وعلم فلك خارج المجرة. اشتهر باكتشافه الاتحادات النجمية وتنبًا بالنوى المجرية النشطة. في حياته المهنية اللاحقة، اعتنق أمبارتسوميان وجهات نظر تناقض تنبؤات النسبية العامة، مثل رفض وجود الثقوب السوداء. 

### الاتحادات النجمية
في عام 1947 اكتشف أمبارتسوميان الاتحادات النجمية، التي هي نوع جديد من الأنظمة النجمية، ما قاده لاستنتاج أن تشكل النجوم مستمر في مجرة درب التبانة. في تلك الفترة، كانت «فكرة استمرار تكون النجوم تُعتبر تخمينيةً للغاية». أعلن أمبارتسوميان عن اكتشافه في منشور قصير من قبل الأكاديمية الأرمنية للعلوم. استند اكتشافه على رصده للنجوم من الأنواع الطيفية أوه وبي ونجم الثور تي والنجوم المتوهجة التي تتجمع على نحو غير محكم. هذا يختلف كثيرًا عن العناقيد النجمية المفتوحة، التي تتمتع بكثافة نجمية عالية، في حين تتمتع الاتحادات النجمية بكثافة أقل من المتوسط. قسّم أمبارتسوميان الاتحادات النجمية إلى مجموعتي أوه بي وتي واستنتج أن «الاتحادات النجمية يجب أن تكون تكوينات غير مستقرة ديناميكيًا، وبالتالي يجب أن تتوسع، وتتحلل لتشكل نجوم مجالية». بالتالي جادل أمبارتسوميان أن عملية تشكل النجوم ما زالت مستمرةً في المجرة وأن النجوم تُولد على نحو متفجر في مجموعات.
لم يُقبل مفهوم أمبارتسوميان على الفور. أشار شاندراسيخار إلى «الشك المبكر من قِبل علماء الفلك عندما قدمت لأول مرة وصفًا لورقة أمبارتسوميان في ندوة مرصد يركس في أواخر عام 1950». أشار شاندراسيخار إلى أن اكتشاف أمبارتسوميان للاتحادات النجمية له «آثار بعيدة المدى على النظريات اللاحقة المتعلقة بتكون النجوم». أشار ماكوتشين إلى أن الاكتشاف «فتح مجالًا جديدًا تمامًا في أبحاث الفيزياء الفلكية».

### النوى المجرة النشطة (إيه جي إن)
بدأ أمبارتسوميان بدراسة نوى المجرات في منتصف خمسينات القرن العشرين. اكتشف أن العناقيد المجرية غير مستقرة وأن تشكل المجرات ما زال مستمرًا. في مؤتمر سولفاي للفيزياء عام 1958 في بروكسل، ألقى محاضرة شهيرة ادعى فيها «حدوث انفجارات هائلة في نوى المجرة تخرج كمية هائلة من المواد. بالإضافة إلى ذلك، إذا كان هذا صحيحًا، يجب أن تحتوي هذه النوى المجرية على أجسام ذات كتلة ضخمة وطبيعة غير معروفة». قُبِل مفهوم النوى المجرية النشطة على نطاق واسع بعد بضع سنوات.